# Peter Pfrunder

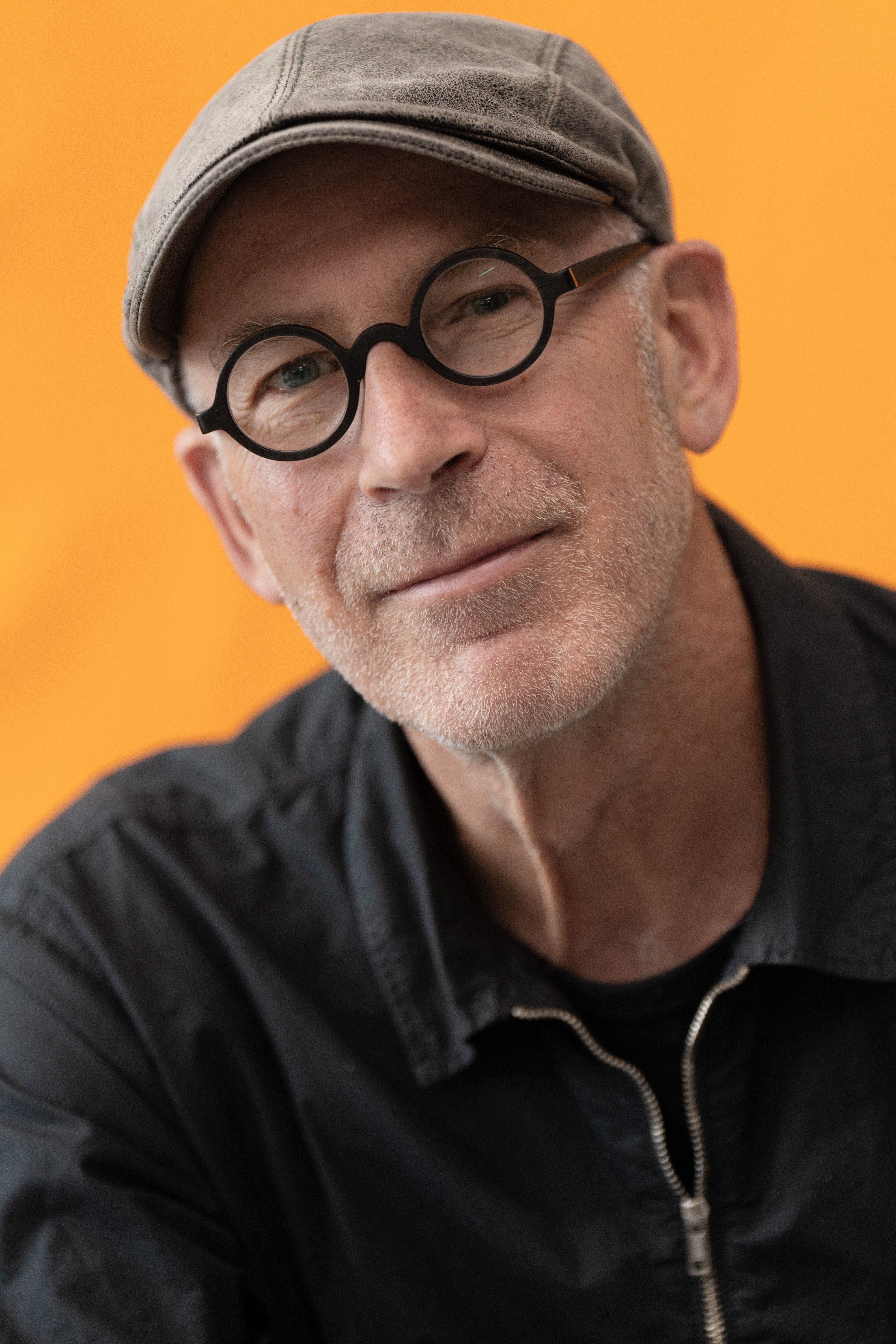
Peter Pfrunder fotografiert von Andri Pol (2024)

Peter Pfrunder (* 19. Mai 1959 in Singapur) ist ein Schweizer Publizist, Kulturschaffender, Ausstellungskurator und Fotohistoriker. Von 1998 bis 2024 war er als Nachfolger von Walter Binder Direktor der Schweizerischen Stiftung für die Fotografie, deren Domizil sich von 1976 bis Anfang des 21. Jahrhunderts im Kunsthaus Zürich befand und seit 2003 in Winterthur ist.

## Leben und Wirken

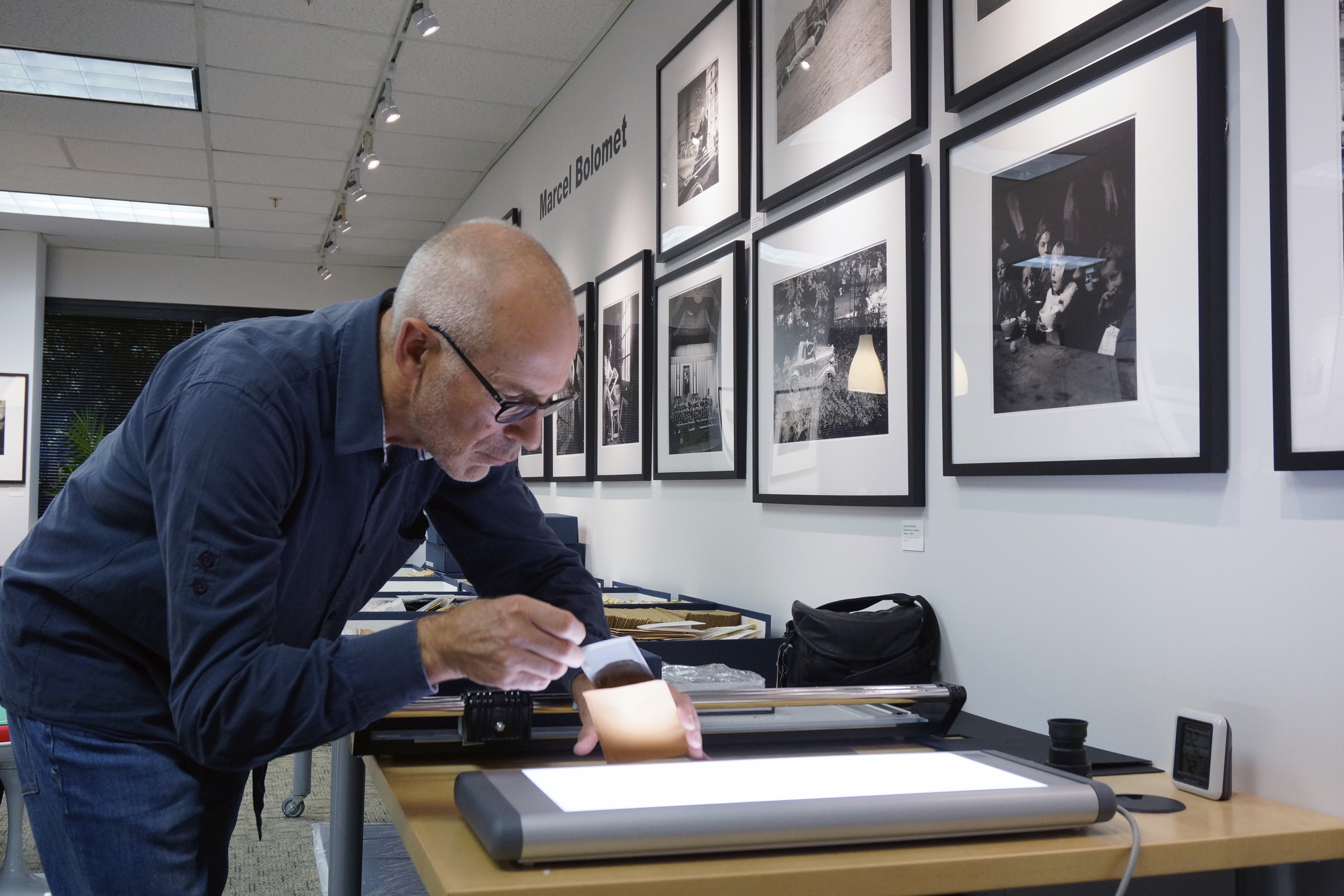
Peter Pfrunder in der Archivalimage Gallery, Northridge, Kalifornien 2017

Peter Pfrunder wuchs in Singapur und Meilen auf. Er studierte Germanistik, Europäische Volksliteratur und Englische Literatur an der Universität Zürich und an der Freien Universität Berlin.
Von 1985 bis 1988 war er wissenschaftlicher Assistent von Rudolf Schenda am Lehrstuhl für Europäische Volksliteratur der Universität Zürich. 1988 promovierte er mit der Dissertation Pfaffen, Ketzer, Totenfresser. Fastnachtskultur der Reformationszeit – Die Berner Spiele von Niklaus Manuel bei Alois Maria Haas an der Universität Zürich. Ab 1988 arbeitete er als freier Kulturjournalist für verschiedene Zeitungen, darunter die Neue Zürcher Zeitung, Weltwoche und den Zürcher Tages-Anzeiger. Von 1995 bis 1998 war er Co-Direktor des neu eröffneten Forums der Schweizer Geschichte Schwyz. 1998 wurde er als Nachfolger von Walter Binder zum Direktor der Schweizerischen Stiftung für die Photographie in Zürich gewählt, die er bis 2024 leitete. Der neue Direktor des Kunsthauses Zürich, Christoph Becker, wollte der Stiftung kein Gastrecht mehr gewähren. Zwischen 2001 und 2003 entwickelte Pfrunder in Zusammenarbeit mit Martin Gasser ein Projekt für den Umzug der Fotostiftung vom Kunsthaus Zürich, wo sie von 1976 bis 2001 ihr Domizil hatte, nach Winterthur. 2003 wurden die Ausstellungs- und Archivräume, eine Forschungsbibliothek sowie Vermittlungsräume eingeweiht. 2017 kamen eine Abteilung für Digitalisierung (Digital Lab) und zusätzliche Vermittlungsräume für die Präsentation des Archivs der Fotostiftung dazu. Pfrunder realisierte zusammen mit anderen Kuratoren Ausstellungen und gemeinsam mit zahlriechen Textautoren Publikationen über historische und zeitgenössische Fotografie, darunter eine Übersichtsdarstellung zur Geschichte des Fotobuchs in der Schweiz. Die Stiftung ist eine von vier vom Bund finanzierte Gedächtnisinstitution. Während seiner Amtszeit konnte er die Archive von Balthasar Burkhard und Hans Danuser übernehemen. Zu Pfrunders Schwerpunkten gehörte auch die Bekanntmachung von Schweizer Fotoschaffenden im Ausland. 2019 kuratierte er die 15. Ausgabe des Lianzhou Foto Festival 2019 in China unter dem Titel «A Chance for the Unpredictable.»  Er ist Mitglied des Stiftungsrats der Karlheinz Weinberger Stiftung.

## Kuratierte Ausstellungen (Auswahl)

### Fotostiftung Schweiz, Winterthur
(Quelle: )
- 2003: Fokus 50er Jahre. Yvan Dalain, Rob Gnant und «Die Woche» (zusammen mit Martin Gasser)
- 2005: Monique Jacot – Retrospektive
- 2008: Theo Frey – Fotografien
- 2008: Luciano Rigolini, What you see[24]
- 2009: Gotthard Schuh – eine Art Verliebtheit
- 2014: Iren Stehli – So nah, so fern[25]
- 2016: Barbara Davatz – As Time Goes By[26]
- 2018: Walter Bosshard / Robert Capa – Wettlauf um China
- 2021: Pia Zanetti. Fotografin (zusammen mit Teresa Gruber)

### Diverse Ausstellungsorte
- 1995: Verlorene Welten. Ernst Brunner, Photographien 1937-1962. Historisches Museum Luzern
- 1999: Vom Staunen erzählen. Hans Peter Klauser – Fotografien 1933-1973. Kunsthaus Zürich
- 2012: Adieu la Suisse! Pavillon Populaire, Montpellier[27]
- 2017: Looking for Lenin. Niels Ackermann & Sebastien Gobert. Rencontres Internationales de la Photographie, Arles[28]

## Veröffentlichungen (Auswahl)

### Als Autor
- Pfaffen, Ketzer, Totenfresser. Fastnachtskultur der Reformationszeit – Die Berner Spiele von Niklaus Manuel. Dissertation, Chronos Verlag, Zürich 1989, ISBN 978-3-905278-37-8.
- Ernst Brunner. Photographien 1937–1962.  Schweizerische Gesellschaft für Volkskunde (Hrsg.), Offizin Zürich Verlags-AG, Zürich 1995. ISBN 3-907495-65-9.
- Schöner wär’s daheim. Fotopostkarten 1914/18. Peter Pfrunder, Limmat Verlag, Zürich, 2014. ISBN 978-3-85791-739-4.
- Jules Decrauzat. Der erste Fotoreporter der Schweiz. Echtzeit Verlag, Basel 2015. ISBN 978-3-905800-93-7.
- Kindheit in der Schweiz. Fotografien, Limmat Verlag, Zürich 2015. ISBN 978-3-85791-782-0.
- Walter Bosshard, China brennt. Bildberichte 1931–1939, Limmat Verlag, Zürich 2018, ISBN 978-3-85791-865-0.
- Bild für Bild. Eine Geschichte der Fotostiftung     Schweiz. Lars     Müller Publishers, Zürich, 2021. ISBN 978-3-03778-679-6

### Als Herausgeber
- Vom Staunen erzählen: Hans Peter Klauser. Fotografien 1933–1973. Zur Ausstellung im Kunsthaus Zürich. 4. November 1999 bis 6. Februar 2000, und im Museum Appenzell, 27. Mai bis 22. Oktober 2000, Texte: Hans Peter Klauser, Peter Pfrunder (Hrsg.), Roland Gretler, Martin Gasser, Guido Magnaguagno, Offizin Verlag, Zürich, 1999, ISBN 3-907496-02-7.
- Monique Jacot – Fotografien. Texte: Peter Pfrunder (Hrsg.), Sylvie Henguely, Guido Magnaguagno, Nathalie Herschdorfer, Matthias Christen, Christoph Gallaz, Benteli, Wabern/Bern 2005. ISBN 978-3-7165-1377-4.
- Theo Frey – Fotografien. Texte: Theo Frey, Martin Gasser, Klaus Merz, Sabine Münzenmaier, Peter Pfrunder (Hrsg.). Limmat Verlag, Zürich 2008, ISBN 978-3-86521-886-5.
- Gotthard Schuh – eine Art Verliebtheit. Texte: Peter Pfrunder (Hrsg.)Gilles Mora, Martin Gasser, Steidl Verlag, Göttingen, 2009. ISBN 978-3-86521-886-5.
- Schweizer Fotobücher. Eine andere Geschichte der Fotografie. Texte: Martin Gasser, Sabine Münzenmaier, Peter Pfrunder (Hrsg.), Lars Müller Publishers, Zürich 2011, ISBN 978-3-03778-274-3.
- 99 Fotografien. Texte: Teresa Gruber, Madleina Deplazes, Lea Fuhrer, Catharina Hanreich, Peter Pfrunder, Sascha Renner, Helene Rüegger, Georg Sütterlin, Lars Müller Publishers, Zürich 2021, ISBN 978-3-03778-680-2.
- Peter Knapp – Mon temps: Modefotografie 1965–1980. Texte: Peter Pfrunder (Hrsg.), Laura Ragonese, Fotografien: Peter Knapp. Scheidegger & Spiess, Zürich 2022, ISBN 978-3-03942-100-8.
- Bernard Voïta: Melencolia. Edizioni Periferia,     Luzern 2024. ISBN 978-3-907205-44-0

### Als Co-Autor und Mitherausgeber
- Fabrikzeit. Spurensicherung auf dem Sulzer-Areal Winterthur. Mitwirkende: Giorgio von Arb, Peter Pfrunder,  Offizin Verlag, Zürich, 1992. ISBN 3-907495-37-3.
- Fernsicht. Walter Bosshard – Ein Pionier des modernen Photojournalismus. Schweizerische Stiftung für die Photographie (Hrsg.), Texte: Annemarie Hürlimann, Peter Pfrunder, Verena Münzer, Benteli Verlag, Bern 1997, ISBN 978-3-7165-1082-7.
- Seitenblicke. Die Schweiz 1848 bis 1998 – eine Photochronik. Peter Pfrunder und Walter Binder (Hrsg.), Offizin Verlag, Zürich 1998. ISBN 3-907495-90-X.
- Durchs Bild zur Welt gekommen: Reportagen und Aufsätze zur Fotografie. Martin Gasser, Peter Pfrunder und Schweizerische Stiftung für die Photographie (Hrsg.), Texte: Hugo Loetscher, Jeroen Dewulf, Peter Pfrunder. Scheidegger & Spiess, Zürich 2001, ISBN 978-3-8588-1133-2.
- Tausend Blicke. Kinderporträts von Emil Brunner aus dem Bündner Oberland 1943/44. Mit Erinnerungen der Porträtierten, Texte: Erika Hössli, Paul Hugger und Peter Pfrunder, Schweizerische Stiftung für die Photographie (Hrsg.), Limmat Verlag, Zürich, 2002. ISBN 978-3-85791-410-2.
- Fokus 50er Jahre. Yvan Dalain, Rob Gnant und «Die Woche». Peter Pfrunder und Martin Gasser (Hrsg.), Texte: Dies., Limmat Verlag, Zürich, 2003. ISBN 978-3-85791-441-6.
- Albert Steiner. Das fotografische Werk. Texte: Peter Pfrunder, Hans Peter Treichler, René Perret, Anne Hammond, Beat Stutzer, Steidl, Göttingen 2005. ISBN 978-3-86521-204-7.
- Schöner leben, mehr haben: Die 50er-Jahre in der Schweiz im Geiste des Konsums. Thomas Buomberger und Peter Pfrunder (Hrsg.), Texte: Georg Kohler, Benedikt Loderer, Elisabeth Joris,Peter Pfrunder, Beatrice Schumacher, Edzard Schade, Adrian Scherrer, Samuel Mumenthaler, Gianni D’Amato. Limmat Verlag, Zürich 2011, ISBN 978-3-85791-649-6
- Roberto Donetta – Fotograf und Samenhändler aus dem Bleniotal. Gian Franco Ragno und Peter Pfrunder (Hrsg.), Texte Matthias Böhni, Marco Franciolli, Antonio Mariotti, Peter Pfrunder,     Gian Franco Ragno, David Streiff. Limmat Verlag, Zürich 2016. ISBN 978-3-85791-807-0.
- Simone Kappeler – America 1981. Jürg Trösch und Markus Bosshard (Hrsg.), Text: Peter Pfrunder, Fotografien: Simone Kappeler, Scheidegger & Spiess, Zürich 2020, ISBN 978-3858816795.
- Pia Zanetti. Fotografin. Die Welt mit der Kamera befragen. Das Lebenswerk der Fotojournalistin Pia Zanetti. Peter Pfrunder und Jürg Trösch (Hrsg.), Texte: Nadine Olonetzky und Peter Pfrunder, Verlag Scheidegger & Spiess, Zürich 2021, ISBN 978-3-03942-008-7.
- Georg Aerni: Silent Transition. Nadine Olonetzky, Peter     Pfrunder (Hrsg.). Texte: Nadine Olonetzky, Peter Pfrunder, Sabine von Fischer. Verlag Scheidegger & Spiess, Zürich 2022. ISBN 978-3-03942-074-2.
- Werner Bischof: Unseen Colour. Ludovica Introini und Francesca Bernasconi (Hrsg.), Texte: Tobia Bezzola, Clara Bouveresse, Luc Debraine, Peter Pfrunder, Scheidegger & Spiess, Zürich 2023, ISBN 978-3-03942-129-9.
- Paare / Couples. Peter Pfrunder, Iwan Schumacher (Hrsg.), Texte: Dies. Edition Patrick Frey, Zürich 2024, ISBN 978-3-907236-69-7.

### Video
- Belichtete Schweiz. Was Fotografien über ein Land erzählen. DVD mit 20 Kurzfilmen von Heinz Bütler und Peter Pfrunder, Mitwirkende: Endo Anaconda, Brida von Castelberg, Katja Gentinetta, Valentin Groebner, Alfredo Häberli, Martin Heller, Robert Hunger-Bühler, Elisabeth Joris, Benedikt Loderer, Peter von Matt, Dieter Meier, Klaus Merz, Melinda Nadj Abonji, Berthold Rothschild, Susanna Schwager, David Signer, Peter Stamm, Jakob Tanner, Beat Wyss, Stefan Zweifel, NZZ Format, 2012. Online

## Auszeichnung
- 1993: Zürcher Journalistenpreis